# Rurouni Kenshin: Densetsu no Saigo-hen
Rurouni Kenshin: Densetsu no Saigo-hen (るろうに剣心 伝説の最期編) ou Brasil: Samurai X: O Fim de uma Lenda  é um filme japonês de ação, aventura e jidaigeki, realizado por Keishi Ōtomo e baseado na série de mangá Rurouni Kenshin. É último filme da trilogia da franquia, seguido dos dois primeiros filmes Rurouni Kenshin de (2012) e Rurouni Kenshin: Kyoto Taika-hen de (2014). No Japão o filme foi lançado em 13 de setembro de 2014 e no Brasil, o filme foi exibido através da plataforma de fluxo de média, Netflix, em 15 de março de 2015.

## Argumento
O fanático revolucionário Shishio zarpa em seu navio couraçado em sua tentativa de iniciar uma guerra civil no Japão para derrubar o governo do Imperador Meiji, levando Kaoru com ele. Para impedi-lo a tempo, Kenshin treina com seu antigo mestre para aprender a sua técnica definitiva.

## Elenco
- Takeru Sato como Himura Kenshin
- Emi Takei como Kamiya Kaoru
- Munetaka Aoki como Sagara Sanosuke
- Kaito Ōyagi como Yahiko Myoujin
- Tatsuya Fujiwara como Makoto Shishio
- Ryunosuke Kamiki como Seta Sōjirō[5]
- Yû Aoi como Megumi Takani
- Maryjun Takahashi como Yumi Komagata[6]
- Yūsuke Iseya como Shinomori Aoshi
- Tao Tsuchiya como Makimachi Misao
- Yōsuke Eguchi como Hajime Saitō
- Min Tanaka como Kashiwazaki Nenji/Okina
- Masaharu Fukuyama como Seijuro Hiko

## Música
A canção Heartache da banda One Ok Rock foi o tema musical do filme.

## Lançamento
No Japão, o filme exibido nos cinemas em 13 de setembro de 2014 e lançado em DVD em 21 de janeiro de 2015. No Brasil, o filme foi exibido pela primeira vez na plataforma de streaming Netflix em 15 de março de 2015e foi lançado em DVD em 15 de março e em box set em 23 de junho do mesmo ano, sob a distribuição da Focus Filmes.

## Recepção
O filme arrecadou ¥ 919,479,200 na estreia japonesa. Na quarta semana, o filme foi o mais visto nas bilheteiras japonesas, arrecadando 177,419,216 de ienes. Durante as primeiras quatro semanas, o filme ficou em primeiro lugar nas bilheteiras do Japão. Mundialmente, o filme arrecadou um total de US$ 42.7 milhões.